# Борек ІІ
Борек II (пол. Borek II) - шляхетський герб, різновид герба Стріла.

## Опис
В червоному полі стріла вістрям вгору, з оперенням із чорних кульок. В клейноді над шоломом в короні роги оленя. Намет червоний, підбитий сріблом.

## Роди
Гербовий рід має одну родину - Бореки.

## Інші герби з цією назвою
- Гризма
- Борек
- Борек І
- Борек ІІІ